# Addolorata (Martinengo)
L'Addolorata è la quindicesima e ultima delle "casse" che vengono portate a spalla durante la processione del Venerdì santo che si svolge a Savona ogni due anni, negli anni pari.

## Caratteristiche

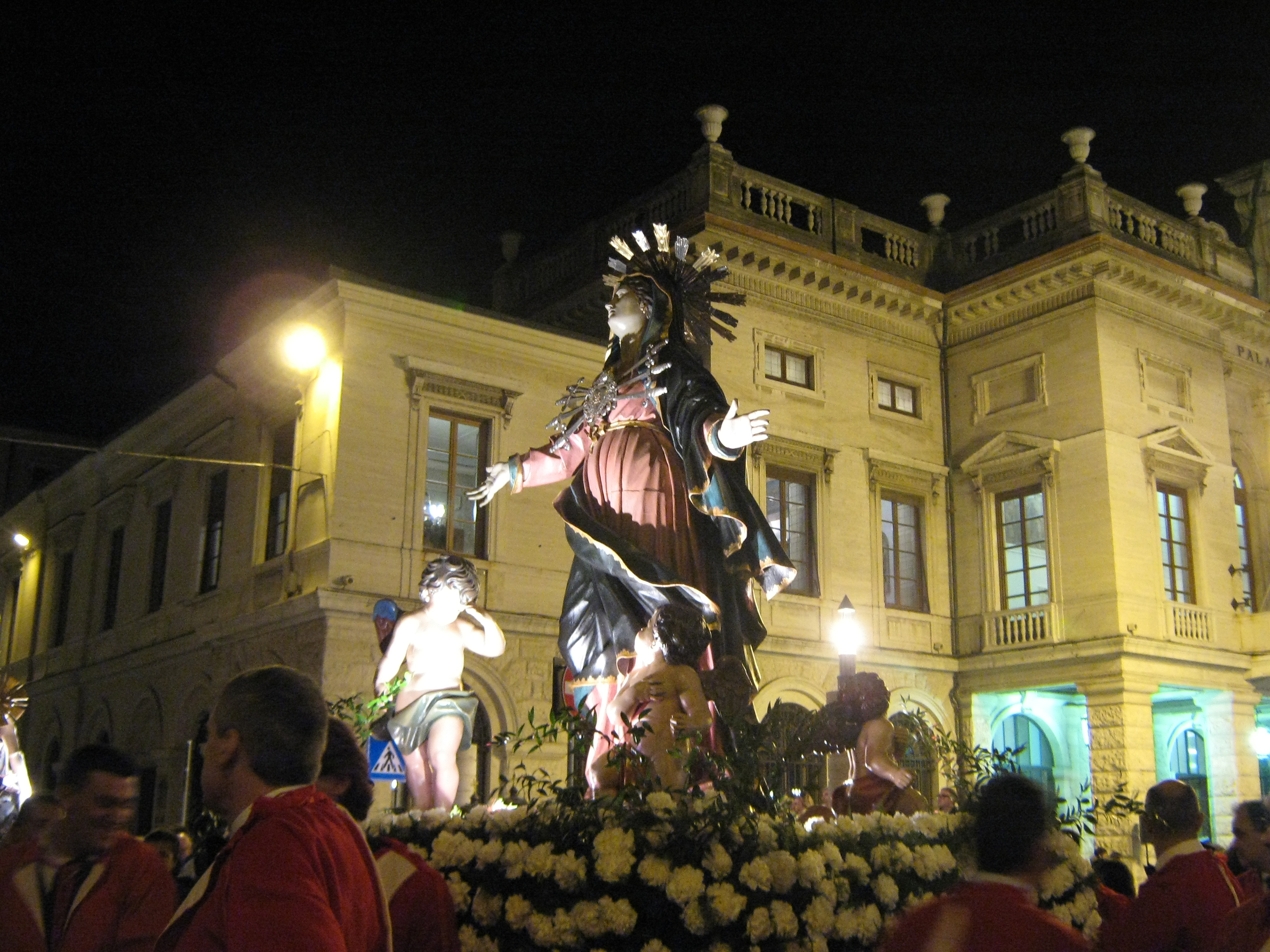
L'Addolorata

Si tratta di una scultura lignea opera di Filippo Martinengo risalente alla fine del XVIII secolo, conservata nella chiesa di Santa Rita. Misura m. 1,80 x 1,60 x 1,45 ed è portata da otto portatori. La figura centrale della Vergine con le braccia allargate, lo sguardo rivolto al cielo e il cuore trafitto da sette spade, esprime un'intensa drammaticità accompagnata da quattro angeli piangenti. Questi ultimi sono opera del (2005) di artigiani della Val Gardena, essendo stati trafugati gli originali nel 2001.